# 트르노브스카바스

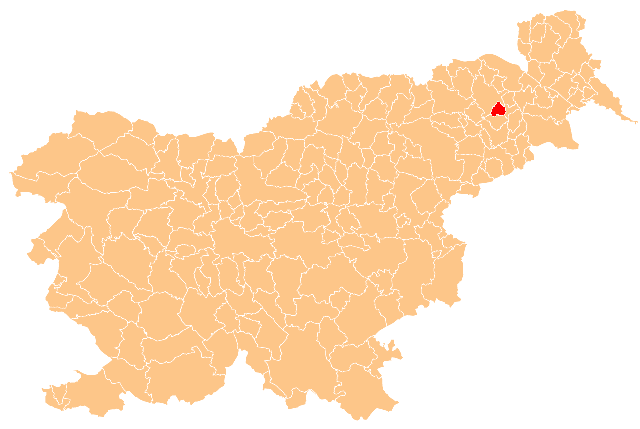
트르노브스카바스의 위치

트르노브스카바스(슬로베니아어: Trnovska vas)는 슬로베니아의 도시로 면적은 22.9km2, 높이는 240m, 인구는 1,208명(2002년 기준), 인구 밀도는 52.8명/km2이다.